# 16273 Oneill
16273 Oneill è un asteroide della fascia principale. Scoperto nel 2000, presenta un'orbita caratterizzata da un semiasse maggiore pari a 2,2993269 UA e da un'eccentricità di 0,0568387, inclinata di 4,29641° rispetto all'eclittica.